# Marcin Kindla
Marcin Krzysztof Kindla (ur. 7 listopada 1979 w Świętochłowicach) – polski piosenkarz, multiinstrumentalista, autor tekstów i piosenek. Jako tekściarz współpracował m.in. z Ewą Farną, Andrzejem Rybińskim czy Stachurskim.

## Życiorys
W 1995 wraz z bratem Robertem założył zespół muzyczny Kindla. W 2002 wydali debiutancki album pt. Niebo bez gwiazd. Ich ostatnim albumem był krążek pt. Nowy dzień, który promowali singlem „Koniec”.
1 stycznia 2011 rozpoczął solową karierę. Zaangażował się w kampanię społeczną Kołysanki z miłością i wyprodukował album, który rozszedł się w nakładzie 9 tys. egzemplarzy. W tym samym roku brał udział w nagraniu albumu pt. Odnalezione piosenki, który powstał w hołdzie Bogdanowi Łyszkiewiczowi z zespołu Chłopcy z Placu Broni. 30 września 2011 wydał solowy album pt. Teraz i tu, który promował singlem „Nie bój się” i tytułową piosenką. Na płycie umieścił także cover utworu Reni Jusis „Kiedyś cię znajdę”. W 2012 wydał reedycję albumu, wzbogaconą o kilka premierowych utworów i o płytę DVD z teledyskami i materiałami dodatkowymi.
W 2012 z utworem „Jeszcze się spotkamy”, nagranym w duecie z Piotrem Kupichą, wziął udział w konkursie SuperPremiery na 49. Krajowym Festiwalu Piosenki Polskiej w Opolu oraz zdobył za niego pierwszą nagrodę na Festiwalu Piosenki Krajów Nadbałtyckich w Karlshamn. W tym samym roku wraz z Kupichą skomponował piosenkę „Więcej, jeśli się da” będącą motywem muzycznym serialu Rodzinka.pl i napisał utwór do programu Rączka gotuje w TVP Katowice. W 2013 za wykonanie piosenki „Korabli” z repertuaru Dzmitryja Kałduna otrzymał Brązowy Samowar za zajęcie trzeciego miejsca na Festiwalu Piosenki Rosyjskiej w Zielonej Górze. W listopadzie 2014 wydał epkę pt. Wszystko o sobie, a w kwietniu 2016 – album pt. 2.0. W latach 2019–2021 miały premiery piosenki skomponowane dla zespołu Mafia „Ona tak ma” oraz „Niebo znajdę w tobie”, utwory zaśpiewał nowy wokalista grupy Michał Ostrowski a tekst napisał Tomasz Kordeusz.

### Życie prywatne
Z pierwszą żoną, prezenterką telewizyjną Patrycją Tomaszczyk, ma syna Nikodema, o którym napisał piosenkę „Od kiedy cię mam” (2016). Z nieformalnego związku z piosenkarką Haliną Mlynkową ma syna, Lea (ur. 2021).

## Dyskografia
Albumy solowe
| Tytuł                 | Dane dot. albumu                                           |
| --------------------- | ---------------------------------------------------------- |
| Teraz i tu            | - Data: 30 września 2011 - Wydawca: Magic Records          |
| Wszystko o sobie (EP) | - Data: 18 listopada 2014 - Wydawca: Magic Records         |
| 2.0                   | - Data: 29 kwietnia 2016 - Wydawca: Universal Music Polska |

Single
| Tytuł                                             | Rok  | Album                       |
| ------------------------------------------------- | ---- | --------------------------- |
| „Nie bój się”                                     | 2011 | Teraz i tu                  |
| „Teraz i tu”                                      | 2011 | Teraz i tu                  |
| „Moja ziemia” (gościnnie: Doniu)                  | 2012 | Teraz i tu                  |
| „Jeszcze się spotkamy” (gościnnie: Piotr Kupicha) | 2012 | Teraz i tu                  |
| „Da się żyć”                                      | 2013 | Wszystko o sobie (EP) / 2.0 |
| „Po prostu wróć”                                  | 2014 | Wszystko o sobie (EP) / 2.0 |
| „To nie mój czas”                                 | 2016 | 2.0                         |

Inne
| Album                               | Rok  | Uwagi | Źródło |
| ----------------------------------- | ---- | --- | ------ |
| Andrzej Rybiński – Całym sercem     | 2011 | aranżacje, realizacja nagrań, programowanie, gitara basowa, instrumenty klawiszowe, gitara akustyczna, wokal wspierający, współautor muzyki i tekstów | [ 29 ] |
| PeWeX – Haj$, lan$ i baun$          | 2011 | muzyka i słowa utworu „Galerianka (Love Haj$)” oraz wokal wspierający w utworze „Haj$, lan$ i baun$” | [ 30 ] |
| Jacek Stachursky – Boski plan       | 2012 | współautor utworów „Boski plan”, „Najpiękniejszy dzień”, „Niech stanie się”, „Pod ręką”, „Jeśli dziś odejdziesz” i „Lustro” | [ 31 ] |
| Alexandra – Popłyniemy daleko       | 2012 | produkcja utworów „Nie będę twoja”, „Popłyniemy daleko”, „Mówisz mi, że przepraszasz”, „Zawsze będziesz w moich snach”, „Moje oczy są niebieskie”, „W twych ramionach jestem znów”, „Ile jeszcze czasu?”, „Zasypana śniegiem zima” i „Zawsze będziesz w moich snach”                                             | [ 32 ] |
| Tomasz Lubert – Z miłości do muzyki | 2014 | gitara basowa, gitara akustyczna, gitara elektryczna, wokal wspierający, programowanie, produkcja muzyczna, realizacja nagrań, współkompozytor utworów „Hej”, „Respirator – Love”, „Raj będzie nasz”, „W silnych ramionach”, „Niemożliwe”, „Ile jeszcze” słowa, śpiew i współkompozycja utworu „To chyba koniec” | [ 33 ] |
| Siemacha po kolędzie                | 2014 | wykonanie kolęd „Bóg się rodzi” (wraz z Pauliną Kaczor) oraz „Pójdźmy wszyscy do stajenki” (wraz z Rafałem Brzozowskim, Margaret, Natali, Honoratą Skarbek, Sarsą Markiewicz, Jakubem Szwastem, Pamelą Stone, Marcinem Spennerem, Adim Kowalskim, Marią Niklińską, Kasią Popowską oraz Kasią Ignatowicz)         | [ 34 ] |

## Filmografia
- 2000: Święta wojna